# Мандарины (книга)
«Мандарины» (фр. Les Mandarins) — роман Симоны де Бовуар, опубликованный 21 октября 1954 года в издательстве «Галлимар». Посвящён Нельсону Олгрену, с которым Бовуар поддерживала тесные отношения с 1947 года.

## Сюжет
В этом романе Симона де Бовуар представляет группу парижских интеллектуалов, которые размышляют о французском обществе в 1944 году на пороге Второй мировой войны, готовящемся вступить в Холодную и Алжирскую войны.
В книге рассказывается о личной жизни сплочённой группы французских интеллектуалов с конца Второй мировой войны до середины 1950-х годов. Само название книги отсылает к "мандаринам", чиновникам имперского Китая, с кем герои иногда сравнивают себя, пытаясь понять, какую роль будет играть интеллектуальная интеллигенция в мировой политике после Второй мировой войны.
Повествование попеременно ведут два рассказчика: Анн Дюбрей, психиатр и жена писателя, и Робертом Дюбрей, литературный и политический ментор другого главного героя романа — Анри Перрона (прототип Альбер Камю). Сам Роберт — участник движения Сопротивления: он руководит левой газетой под названием «Надежда», которую начали выпускать в подполье в 1943 году.

## Рецепция
В 1954 году роман был удостоен Гонкуровской премии.
Айрис Мёрдок в статье для The Sunday Times описала «Мандарины» как «замечательную книгу, роман большого масштаба, смелый в своей точности и покоряющий своей стойкой серьёзностью».